# Hildebert (Mainz)
Hildebert auch Hiltibert, (* vor 923; † 31. Mai 937 in Mainz) war von 927 bis 937 Erzbischof von Mainz und von 923 bis 927 Abt von Fulda.
Der aus einem unbekannten fränkischen Geschlecht stammende Hildebert wurde im Kloster Fulda erzogen und dort Mönch und Abt, bevor er 927 auf den Mainzer Erzstuhl erhoben wurde. Bei der Synode zu Erfurt 932 hatte Hildebert den Vorsitz inne. Die Krönung und Salbung König Ottos I. führte Hildebert durch. Hierbei konnte er sich als Mainzer Erzbischof im Streit gegenüber den Erzbischöfen von Trier und Köln durchsetzen. Nur bei der Krönung assistierte ihm der Kölner Erzbischof Wigfried. Der Vortritt vor den anderen Erzbischöfen wurde ihm dabei wegen seines hohen Ansehens überlassen. Er dürfte die Politik Heinrichs I. und Ottos I. voll unterstützt haben.
In älteren Mainzer Diözesankalendern wurde sein Heiligengedenktag für den 31. Mai angegeben.

## Quelle
- Widukind von Corvey: Widukinds Sachsengeschichte. In: Quellen zur Geschichte der sächsischen Kaiserzeit. übersetzt von Albert Bauer, Reinhold Rau (Freiherr vom Stein-Gedächtnisausgabe, Band 8), Darmstadt 1971, S. 1–183.